# ديفيد لويس إيدلمان
ديفيد لويس إيدلمان (بالإنجليزية: David Louis Edelman)‏ (25 فبراير 1971)؛ روائي أمريكي.